# Marouaré
Marouaré est un village de la commune de Mbe situé dans la région de l'Adamaoua et le département de la Vina au Cameroun.

## Population
En 2014, Marouaré comptait 1 800 habitants dont 950 hommes et 850 femmes. En termes d'enfants, le village comptait 193 nourrissons (0-35 mois), 304 nourrissons (0-59 mois), 113 enfants (4-5 ans), 421 enfants (6-14 ans), 333 adolescents (12-19 ans), 625 jeunes (15-34 ans).

## Éducation
316 élèves dont 97 filles et 219 garçons vont à l'école de Marouaré. Quatre enseignants dont trois maîtres parents et un fonctionnaire donnent les cours aux enfants.